# Strandspindellilja
Strandspindellilja (Hymenocallis littoralis) är en art i familjen amaryllisväxter från Mexiko, Guatemala till norra Sydamerika. Naturaliserad på flera håll i tropikerna.
Arten odlas ibland som krukväxt.

## Beskrivning
Löken är rund, 7,5-10 cm i diameter. Bladen är talrika i två rader, bandlika, skaftlösa, 40-120 cm långa och 2-4 cm breda, spetsiga, avsmalnande mot basen som är 1-2 cm bred. Blomstjälk 45-60 cm lång, med 6-11 blommor. De är skaftlösa, vita och doftande. Blompipen är (10-) 14-17 (-20) cm lång, längre än hyllets flikar. Bikronan är trattlik, men den övre delen är tillplattat utbredd. Hyllebladen sluter tätt mot bikronan undertill. Varje rum i fruktämnet har 4-5 (-8) fröämnen. 
Arten förväxlas ofta med karibisk spindellilja (H. caribaea), men den har trattformad bikrona (ej tillplattad) och endast 2 fröämnen per cell. Blompipen är kortare än hyllets flikar. En annan art är spindellilja (H. speciosa), som dock har blad med tydliga bladskaft och bladskiva, inte bandlika som strandspindelliljan har.
Artepitetet littoralis (lat.) betyder från kusten, från stranden.

## Sorter
'Variegata' - har blad som är strimmiga i gräddvitt och ljusgult.

## Odling
Placeras ljust men med skydd för stark sol. Planteras i väldränerad jord i en relativt trång kruka. Vattnas regelbundet och de skall helst inte torka ut helt, vintertid torrare. Arten vissnar inte ner som en del andra arter, utan har blad hela året. Rumstemperatur, övervintras helst svalt 10-16°C. Svag gödning regelbundet under tillväxtsäsongen. Förökas genom delning.

## Synonymer
- Hymenocallis americana (Miller) M.Roemer
- Hymenocallis americana f. acutifolia (Herbert) Voss, 1895
- Hymenocallis americana f. disticha (Sims) Voss, 1895
- Hymenocallis americana f. dryandri (Ker Gawler) Voss, 1895
- Hymenocallis americana f. staplesiana (Herb.) Voss, 1895
- Hymenocallis littoralis var. acutifolia Herbert, 1826
- Hymenocallis littoralis var. disticha (Sims) Herbert, 1826
- Hymenocallis littoralis var. dryandri (Ker Gawler) Herbert, 1826
- Hymenocallis littoralis var. longituba Herbert, 1826
- Hymenocallis senegambica Kunth & Bouche, 1848 p.p.
- Nemepiodon mexicanum (Lindley) Rafinesque, 1838
- Pancratium acutifolium Sweet, 1826
- Pancratium americanum Miller, 1768
- Pancratium littorale Jacquin, 1763
- Pancratium distichum Sims, 1878
- Pancratium dryandri Ker Gawler, 1817
- Pancratium illyricum Blanco, 1837 nom. illeg.
- Pancratium littorale var. dryandri (Ker Gawler) Schult. & Schult.f.
- Pancratium mexicanum Lindley, 1825-1826
- Pancratium staplesii Steudel, 1841
- Troxistemon littorale (Jacquin) Rafinesque, 1838
- Troxistemon distichus (Sims) Rafinesque, 1838
- Troxistemon dryandri (Ker Gawler) Rafinesque, 1838